# Lissonota xuthosoma
Lissonota xuthosoma är en stekelart som beskrevs av Dali Chandra och Gupta 1977. Lissonota xuthosoma ingår i släktet Lissonota och familjen brokparasitsteklar. Inga underarter finns listade i Catalogue of Life.